# Franco dell'Appenzello
Il franco (Frank) fu la valuta del Canton Appenzello Esterno tra il 1798 ed il 1850. Era suddiviso in 10 Batzen, ognuno dal valore di 4 Kreuzer o 16 Pfennige.

## Storia
Il Frank era  dal 1798 la valuta della Repubblica Elvetica, la repubblica creata dai francesi. Nel 1803, in seguito all'Atto di Mediazione la Repubblica Elvetica cessò di esistere ed il diritto di coniazione passò ai singoli Cantoni.
L'Appenzello Esterno emise le sue monete tra il 1808 ed il 1816. Nel 1850, il diritto di coniazione passò alla confederazione con un tasso di 1½ CHF= 1 Frank dell'Appenzello Esterno.

## Monete
Sono state emesse le seguenti monete:
| 4 Franken (Neutaler) | 2 Franken        | Halbe Franken |
| 1812, 1816           | 1812             | 1809          |
| biglione             |                  |               |
| Batzen               | Halbe Batzen     | Kreutzer      |
| 1808, 1816           | 1808, 1809, 1816 | 1813          |
| rame                 |                  |               |
| Pfennige             |                  |               |
| 1816                 |                  |               |